# هوندون د لاس نیوس
هوندون دِ لاس نیِوِس (به اسپانیایی: Hondón de las Nieves) یا اِل فوندو دِ لِس نِئوس (El Fondó de les Neus) دهستانی در استان آلیکانتهٔ اسپانیا است.
در این دهستان ۲٬۸۶۲ نفر زندگی می‌کنند. مساحت این دهستان ۶۸٫۸۰ کیلومتر مربع است.